# Притобольный район

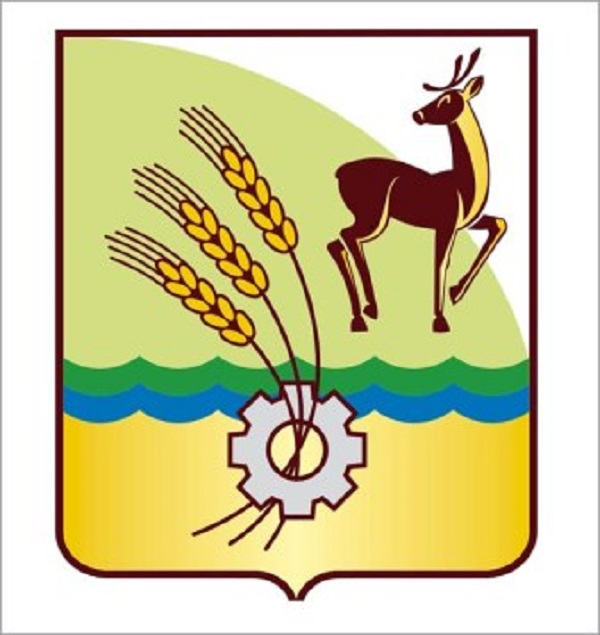
Герб Притобольного муниципального округа.

Притобольный район — административно-территориальная единица (район) в Курганской области России. В рамках организации местного самоуправления в границах района существует муниципальное образование Притобольный муниципальный округ (с 2004 до 2022 гг. — муниципальный район).
Административный центр — село Глядянское.

## География
Район расположен на юге Курганской области и граничит с Костанайской областью Республики Казахстан и с Звериноголовским, Куртамышским, Кетовским, Половинским районами области. Район с севера на юг пересекает автодорога республиканского значения «Курган—Костанай», вдоль которой расположено большинство населённых пунктов района. Через район с юга на север протекает река Тобол. Район занимает площадь 230,2 тыс. га, из них занято сельхозугодьями — 165 тыс. га, в том числе 93,3 тыс. га — пашни.

## История

### 1923—1926 годы
На основании постановления ВЦИК от 3 ноября 1923 года и Декрета ВЦИК от 12 ноября 1923 года в составе Курганского округа Уральской области образован Чернавский район с центром в селе Чернавскоом из Глядянской, Давыдовской, Нижне-Алабугской и Чернавской волостей Курганского уезда Челябинской губернии. В состав района вошли 17 сельсоветов: Александровский, Баньщиковский, Березовский, Вершино-Каминологский (Обрядовский), Гладковский, Глядянский, Давыдовский, Ершовский, Межборский, Нижнеалабугский, Обуховский, Осиновский, Патраковский, Раскатихинский, Чернавский, Ялымский, Ярославский.

### 1926—1932 годы
Постановлением Президиума Уралоблисполкома от 15 сентября 1926 года райцентр был перенесён в село Глядянское, а Чернавский район переименован в Глядянский район. Постановлением ВЦИК от 4 ноября 1926 года Глядянский район утверждён в составе Курганского округа.
Постановлением ВЦИК от 1 января 1932 года район упразднён. Березовский, Нижнеалабугский, Обрядовский и Ялымский сельсоветы перечислены в Звериноголовский район, Глядянский, Межборский, Раскатихинский и  Чернавский сельсоветы перечислены в Куртамышский район, Александровский, Баньщиковский, Гладковский, Давыдовский, Ершовский, Обуховский, Осиновский, Патраковский и Ярославский сельсоветы перечислены в Половинский район.

### 1935—1963 годы
Постановлением ВЦИК от 18 января 1935 года в составе Челябинской области образован Глядянский район с центром в селе Глядянском. В его состав вошли 22 сельсовета: Баньщиковский, Березовский-2, Гладковский, Глядянский, Давыдовский, Ершовский, Камышевский-2, Межборский, Митинский, Нагорский, Нижнеалабугский, Обрядовский, Обуховский, Осиновский, Патраковский-1, Патраковский-2, Плотниковский, Раскатихинский, Утятский, Чернавский, Ялымский, Ярославский.
В 1935—1936 годах Березовский-2 сельсовет переименован в Березовский сельсовет, Камышевский-2 сельсовет переименован в Камышинский сельсовет.
Указом Президиума Верховного Совета СССР от 6 февраля 1943 года район включён в состав вновь образованной Курганской области.
Указом Президиума Верховного Совета РСФСР от 14 июня 1954 года упразднены Баньщиковский, Ершовский, Нагорский, Обрядовский, Осиновский, Патраковский-2 и Чернавский сельсоветы.
Решением Курганского облисполкома от 25 апреля 1957 года упразднён Патраковский-1 сельсовет.
Решением Курганского облисполкома от 24 апреля 1961 года упразднены Камышинский и Нижнеалабугский сельсоветы.
Указом Президиума Верховного Совета РСФСР от 1 февраля 1963 года Глядянский район упразднён, его сельсоветы перечислены в укрупненный Курганский сельский район.

### 1964—1965 годы
Указом Президиума Верховного Совета РСФСР от 3 марта 1964 года образован Глядянский сельский район с центром в селе Глядянском. В состав района вошло 17 сельсоветов: Березовский, Верхнеалабугский, Гладковский, Глядянский, Давыдовский, Звериноголовский, Красногорский, Межборский, Митинский, Обуховский, Отряд-Алабугский, Плотниковский, Притобольный, Раскатихинский, Утятский, Ялымский, Ярославский.
Решением Курганского облисполкома от 17 апреля 1964 года упразднён Раскатихинский сельсовет.

### С 1965 года
Указом Президиума Верховного Совета РСФСР от 12 января 1965 года Глядянский сельский район преобразован в Притобольный район и разукрупнен. Митинский сельсовет перечислены в Кетовский район.
Решением Курганского облисполкома от 14 июля 1967 года образован Круглянский сельсовет.
Решением Курганского облисполкома от 8 апреля 1968 года Верхнеалабугский сельсовет переименован в Боровлянский сельсовет, Межборский сельсовет переименован в Чернавский сельсовет.
Решением Курганского облисполкома от 29 марта 1973 года Утятский сельсовет переименован в Нагорский сельсовет.
Решением Курганского облисполкома от 24 октября 1983 года образован Межборновский сельсовет, до 1989 года переименован в Межборный сельсовет.
Указом Президиума Верховного Совета РСФСР от 9 марта 1992 года Звериноголовский, Красногорский, Круглянский и Отряд-Алабугский  перечислены во вновь образованный Звериноголовский район.
Решением Притобольной районной Думы от 2 февраля 1998 года и постановлением Администрации Притобольного района от 23 февраля 1998 года образован Раскатихинский сельсовет.
Законом Курганской области от 30 мая 2018 года упразднён Притобольный сельсовет.
Законом Курганской области от 20 сентября 2018 года упразднён Ярославский сельсовет.
Законом Курганской области от 30 декабря 2022 года № 104 в районе упразднены все сельсоветы, муниципальный район и входившие в его состав сельские поселения были преобразованы путём их объединения к 10 января 2023 года в муниципальный округ.

## Население
| 1926    | 1939    | 1959    | 1970    | 1979    | 1989    | 2002    |
| ------- | ------- | ------- | ------- | ------- | ------- | ------- |
| 27 398  | ↘23 481 | ↘19 559 | ↗31 077 | ↘26 847 | ↘26 638 | ↘17 596 |
| 2009    | 2010    | 2011    | 2012    | 2013    | 2014    | 2015    |
| ↘17 189 | ↘14 592 | ↗14 596 | ↘14 372 | ↘14 146 | ↘13 943 | ↘13 607 |
| 2016    | 2017    | 2018    | 2019    | 2020    | 2021    |         |
| ↘13 409 | ↘13 307 | ↘13 184 | ↘12 833 | ↘12 711 | ↘10 186 |         |

### Национальный состав
Русские — 94,5 %, казахи — 2,5 %.

## Территориальное устройство
В рамках административно-территориального устройства, до 2022 года район делился на административно-территориальные единицы: 12 сельсоветов.
В рамках муниципального устройства, до 2022 года  в одноимённый муниципальный район входили 12 муниципальных образований со статусом сельских поселений.
| №         | Муниципальное образование | Административный центр | Количество населённых пунктов | Население (чел.) | Площадь (км²) |
| --------- | ------------------------- | ---------------------- | ----------------------------- | ---------------- | ------------- |
| 1         | Берёзовский сельсовет     | деревня Верхнеберезово | 4                             | ↘540             | 139,33        |
| 2         | Боровлянский сельсовет    | село Боровлянка        | 2                             | ↘1167            | 128,93        |
| 3         | Гладковский сельсовет     | село Гладковское       | 4                             | ↘579             | 248,09        |
| 4         | Глядянский сельсовет      | село Глядянское        | 3                             | ↘3582            | 106,53        |
| 5         | Давыдовский сельсовет     | село Давыдовка         | 6                             | ↘651             | 476,52        |
| 6         | Межборный сельсовет       | село Межборное         | 1                             | ↘816             | 52,41         |
| 7         | Нагорский сельсовет       | село Нагорское         | 6                             | 1627             | 244,12        |
| 8         | Обуховский сельсовет      | село Обухово           | 1                             | ↗293             | 84,24         |
| 9         | Плотниковский сельсовет   | село Плотниково        | 1                             | ↘603             | 124,21        |
| 9.000001  | Притобольный сельсовет    | село Притобольное      | 2                             | ↘330             | 230,20        |
| 10        | Раскатихинский сельсовет  | село Раскатиха         | 1                             | ↗1024            | 100,62        |
| 11        | Чернавский сельсовет      | село Чернавское        | 2                             | ↘556             | 171,69        |
| 12        | Ялымский сельсовет        | село Ялым              | 3                             | ↗709             | 125,60        |
| 12.000002 | Ярославский сельсовет     | село Ярославское       | 1                             | ↗358             | 69,47         |

Законом Курганской области от 30 мая 2018 года N 50, в состав Боровлянского сельсовета были включены все два населённых пункта упразднённого Притобольного сельсовета.
Законом Курганской области от 20 сентября 2018 года N 92, в состав Раскатихинского сельсовета было включено единственное село упразднённого Ярославского сельсовета.
Законом Курганской области от 30 декабря 2022 года, муниципальный район и все входившие в его состав сельские поселения были упразднены и преобразованы путём их объединения в муниципальный округ; помимо этого были упразднены и сельсоветы района как его административно-территориальные единицы.

## Населённые пункты
В Притобольном районе  (муниципальном округе) 37 населённых пунктов (все — сельские).
| №  | Населённый пункт | Тип     | Население | Бывшее муниципальное образование |
| -- | ---------------- | ------- | --------- | -------------------------------- |
| 1  | Арсеновка        | деревня | ↗359      | Глядянский сельсовет             |
| 2  | Банщиково        | деревня | ↘104      | Гладковский сельсовет            |
| 3  | Боровлянка       | село    | ↘867      | Боровлянский сельсовет           |
| 4  | Вавилкова        | деревня | ↘2        | Нагорский сельсовет              |
| 5  | Верхнеберезово   | деревня | ↘329      | Берёзовский сельсовет            |
| 6  | Водный           | посёлок | ↘196      | Берёзовский сельсовет            |
| 7  | Гладковское      | село    | ↘334      | Гладковский сельсовет            |
| 8  | Глядянское       | село    | ↘3091     | Глядянский сельсовет             |
| 9  | Давыдовка        | село    | ↘554      | Давыдовский сельсовет            |
| 10 | Ершовка          | деревня | ↘157      | Гладковский сельсовет            |
| 11 | Заборская        | деревня | ↘9        | Нагорский сельсовет              |
| 12 | Камышное         | село    | ↘398      | Нагорский сельсовет              |
| 13 | Комановка        | деревня | ↘28       | Давыдовский сельсовет            |
| 14 | Межборное        | село    | ↘816      | Межборный сельсовет              |
| 15 | Мочалово         | деревня | ↘194      | Боровлянский сельсовет           |
| 16 | Нагорское        | село    | ↘621      | Нагорский сельсовет              |
| 17 | Нижнеберезово    | село    | ↘85       | Берёзовский сельсовет            |
| 18 | Нижняя Алабуга   | деревня | ↘152      | Гладковский сельсовет            |
| 19 | Новая Деревня    | деревня | ↘123      | Нагорский сельсовет              |
| 20 | Новокаминка      | деревня | ↘89       | Ялымский сельсовет               |
| 21 | Обрядовка        | деревня | ↘188      | Ялымский сельсовет               |
| 22 | Обухово          | село    | ↗293      | Обуховский сельсовет             |
| 23 | Осиновка         | деревня | ↘98       | Чернавский сельсовет             |
| 24 | Патраки          | деревня | ↘157      | Давыдовский сельсовет            |
| 25 | Плотниково       | село    | ↘603      | Плотниковский сельсовет          |
| 26 | Подгорная        | деревня | ↘67       | Берёзовский сельсовет            |
| 27 | Покровка         | деревня | ↘33       | Давыдовский сельсовет            |
| 28 | Поляковка        | деревня | →2        | Давыдовский сельсовет            |
| 29 | Притобольное     | село    | ↘319      | Боровлянский сельсовет           |
| 30 | Раскатиха        | село    | ↗1024     | Раскатихинский сельсовет         |
| 31 | Сосновый         | посёлок | ↗278      | Глядянский сельсовет             |
| 32 | Туманова         | деревня | ↘115      | Давыдовский сельсовет            |
| 33 | Утятское         | село    | ↘446      | Нагорский сельсовет              |
| 34 | Чернавское       | село    | ↘549      | Чернавский сельсовет             |
| 35 | Ялым             | село    | ↘542      | Ялымский сельсовет               |
| 36 | Ярославское      | село    | ↗358      | Раскатихинский сельсовет         |
| 37 | Ясная            | деревня | ↘93       | Боровлянский сельсовет           |

### Упразднённые населённые пункты
В 2001 году упразднена деревня Кунгуровка.

## Экономика
Основу экономики района составляет сельскохозяйственное производство. Самые значительные по объёмам производимой продукции предприятия района — ЗАО «Степное», ЗАО «им. Ленина», специализированные на выращивании крупного рогатого скота и зерновых культур, ООО «Филиппово». В последние годы активно привлекаются инвесторы — агрохолдинг «Кургансемена», тюменская агрофирма «КРиММ», ЗАО «Картофель».

## Пресса
1 апреля 1935 года вышел первый номер газеты «По сталинскому пути». С 1956 года и до упразднения района в 1963 году газета выходила под названием «Искра». После восстановления района в 1964 году газета стала выходить под названием «Ленинский путь». В связи с реорганизацией района, газета сменила название на «Притоболье» с 11 марта 1965 года.

## Известные жители
- Герои Советского Союза, родившиеся на этой территории: Н.Я. Анфиногенов (1963—1983), Г.А. Криволапов (1898—1982), В.М. Скачков (1923—1944)
- Герои Социалистического Труда, родившиеся на этой территории: А.И. Матвеев (1913—1997), Н.А. Путинцев (1925—2015)

### Руководители органов исполнительной власти

#### Глава Администрации Притобольного района
- 2000 — декабрь 2004 — Иванов Николай Петрович

#### Глава Притобольного района
- декабрь 2004 — октябрь 2009 — Ерофеев Владимир Григорьевич
- октябрь 2009 — 30 июля 2012 — Иванов Виктор Владимирович, досрочно прекратил полномочия[32]
- октябрь 2012 — 30 ноября 2016 — Иванов Николай Петрович, досрочно прекратил полномочия[33]
- декабрь 2016 — январь 2017 — и. о. Лесовой Дмитрий Юрьевич
- 8 февраля 2017 — 1 февраля 2019 — Спирин Сергей Валерьевич, досрочно прекратил полномочия[34]
- 1 февраля 2019 — 16 апреля 2019 — и. о. Лесовой Дмитрий Юрьевич
- 16 апреля 2019 — 26 мая 2021 — Лесовой Дмитрий Юрьевич, досрочно прекратил полномочия[35]
- 27 мая 2021 — 8 сентября 2021 — и. о. Злыднева Лариса Владимировна
- 8 сентября 2021 — 1 июля 2022 — Злыднева Лариса Владимировна, досрочно прекратила полномочия[36]
- 1 июля 2022 — 10 августа 2022 — и. о. Комогоров Сергей Анатольевич
- 10 августа 2022 — 2023 — Спиридонов Дмитрий Алексеевич; с 15 мая 2023 года — председатель ликвидационной комиссии, юридическое лицо Администрация Притобольного района (ИНН 4518001794) находится в стадии ликвидации.

#### Глава Притобольного муниципального округа Курганской области
31 июля 2023 года зарегистрирована Администрация Притобольного муниципального округа Курганской области (ИНН 4500009792)
- с 17 июля 2023 — Спиридонов Дмитрий Алексеевич

### Руководители органов законодательной власти

#### Председатель Притобольной районной Думы
Притобольная районная Дума сформирована в 1996 году в соответствии с Законом Курганской области от 05 февраля 1996 года № 37 «О местном самоуправлении в Курганской области» и Законом Курганской области от 22 июля 1996 года № 67 «О выборах депутатов представительных органов местного самоуправления Курганской области». В соответствии с Уставом района были избраны 15 депутатов.
- I созыв (выборы 24 ноября 1996 — 2000) — Ерофеев Владимир Григорьевич
- II созыв (выборы 26 ноября 2000 — 2004) — Головашов Виктор Васильевич
- III созыв (выборы 28 ноября 2004 — 2010) 
  - декабрь 2004 — декабрь 2006 — Украинцев Виктор Александрович
  - декабрь 2006 — 2010 — Потапова Ирина Анатольевна

В соответствии с Уставом района были избраны 14 депутатов.
- IV созыв (выборы 14 марта 2010 — 2015) — Федотов Владимир Иванович
- V созыв (выборы 13 сентября 2015—2020) — Федотов Владимир Иванович
- VI созыв (выборы 13 сентября 2020 — 30 мая 2023) — Кубасова Галина Владимировна
  - с 30 мая 2023 — Суслова Ирина Андреевна, председатель ликвидационной комиссии, юридическое лицо Притобольная районная Дума (ИНН 4518002967) находится в стадии ликвидации.

#### Председатель Думы Притобольного муниципального округа
7 июня 2023 года зарегистрирована Дума Притобольного муниципального округа Курганской области (ИНН 4500008870) 
- I созыв (выборы 23 апреля 2023 — 2027) — Суслова Ирина Андреевна